# Tynningö
Tynningö es una isla en la bahía del sur Vaxholmsfjärden, justo al sur de Vaxholm en el archipiélago de Estocolmo, en el país europeo de Suecia. Posee una superficie estimada en 370 hectáreas, y una población de 425 habitantes con una densidad de 1,15 hab./km² según datos del año 2005. Administrativamente es parte del Condado de Estocolmo, específicamente del Municipio Vaxholm (Vaxholms kommun). Es accesible a través de una servicio regular de Ferry.